# Pinacothèque
Une pinacothèque est un musée d'art exposant des œuvres picturales. 

## Présentation
La racine de ce terme, qui veut dire « salle qui contient une collection de tableaux », vient du latin pinacotheca, dérivé du grec πινακοθήκη, pinacothêkê, formé des deux mots πίναξ, pínax (génitif πίνακος, pínakos), tableau et de θήκη, thêké, boîte, dépôt.
La Pinacothèque (milieu du Ve siècle av. J.-C.), située  à gauche des Propylées, l'entrée monumentale à l'Acropole d'Athènes, servit à installer une galerie de tableaux, où des panneaux peints étaient accrochés au-dessus d'un lambris d'appui. Bien que Pausanias (au IIe siècle de notre ère), dans sa Description de la Grèce, y parle des images « que le temps n'avait pas effacées », il se serait bien agi de tableaux, au sens de support amovible recouvert de pigments[réf. nécessaire], dont deux étaient dits de la main de Polygnote. Par ailleurs Athènes possédait un autre espace consacré à la peinture : sur l'Agora, la Stoa Poikilè, (aussi Pœcile dans la traduction de Pausanias) un portique qui présentait plusieurs tableaux de peinture.
Son sens moderne vient de l'allemand. En effet, Louis Ier de Bavière au XIXe siècle, donna à son premier musée le nom de pinacothèque, terme qu'il a puisé dans les écrits de l'auteur romain Vitruve consacrés à l'architecture. Il y eut aussi de la part de ce souverain une volonté de faire de sa capitale « l'Athènes de l'Isar », avec aussi une glyptothèque (musée de sculptures), à Munich. Toujours en Bavière, le Walhalla, édifié par ses soins, évoque le Parthénon.

## Quelques pinacothèques à travers le monde
Il y a à Munich trois pinacothèques : die Alte Pinakothek (« l'Ancienne Pinacothèque »), die Neue Pinakothek (« la Nouvelle Pinacothèque ») et die Pinakothek der Moderne (« la pinacothèque d'Art moderne »). Il y en a également une près de l'aéroport de Munich : c'est la Pinakothek Hallbergmoos, à Hallbergmoos (peintures européennes des XXe et XXIe siècles).

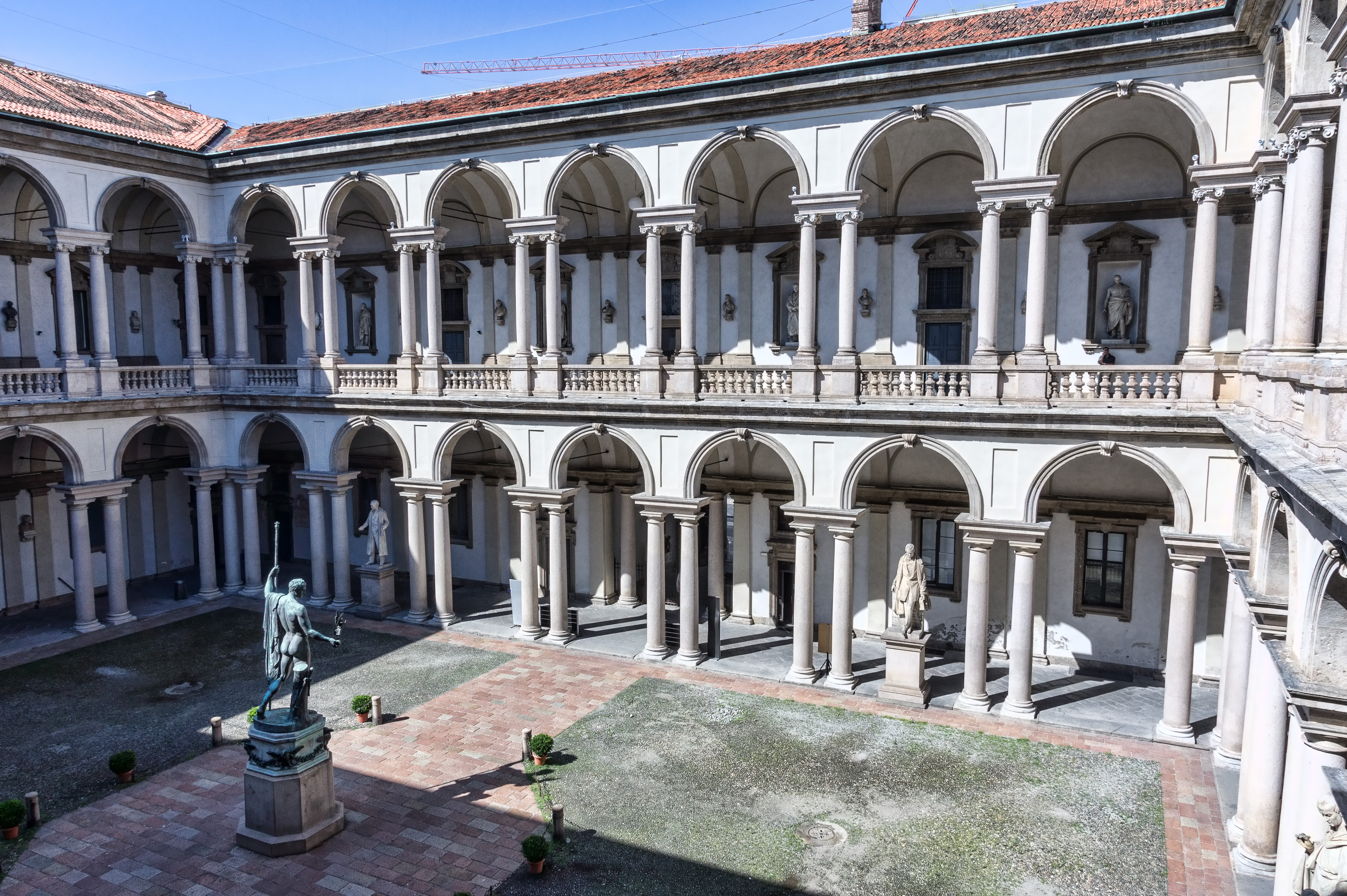
La pinacothèque de Brera à Milan.

Le bâtiment de l’Alte Pinakothek a été en partie détruit sous les bombardements des Alliés de la Seconde Guerre mondiale ; il a été restauré, et l'on distingue à l'œil nu les sections de murs, en briques, restaurées. Le bâtiment de la Neue Pinakothek, qui héberge depuis 1981 une collection de peintures européennes du XIXe siècle, est post-moderniste.
À Berlin, la pinacothèque porte le nom de Gemäldegalerie (littéralement, « galerie de tableaux »).
À Paris, la Pinacothèque était un musée privé organisant des expositions d'envergure internationale. Situé place de la Madeleine, l'établissement avait fait parler de lui par l'organisation d'une série d'expositions temporaires à succès comme les statues de l'armée de terre cuite de l'empereur Qin en 2008. Le 26 janvier 2011, il s'était enrichi d'un deuxième lieu d’une surface de 3 000 m2, situé sur le trottoir en face, au 8 de la rue Vignon ; mais l’ensemble a été contraint de fermer en février 2016 à la suite de problèmes financiers dus, selon la direction, à une baisse de fréquentation consécutive aux attentats de novembre 2015.
La Grèce possède une fameuse pinacothèque, la Pinacothèque nationale à Athènes, fondée en 1900. Son premier conservateur fut le peintre Georgios Iakovidis qui avait fait, auparavant, des études d'art à Munich.
En Italie, la pinacothèque de Brera à Milan est l'un des musées les plus importants du pays, fondé en 1809.
Au Vatican, la nouvelle Pinacothèque vaticane (un des musées du Vatican) fut inaugurée le 27 octobre 1932.
Au Brésil, la pinacothèque de l'État de São Paulo fut inaugurée en 1905.